# 外交公電

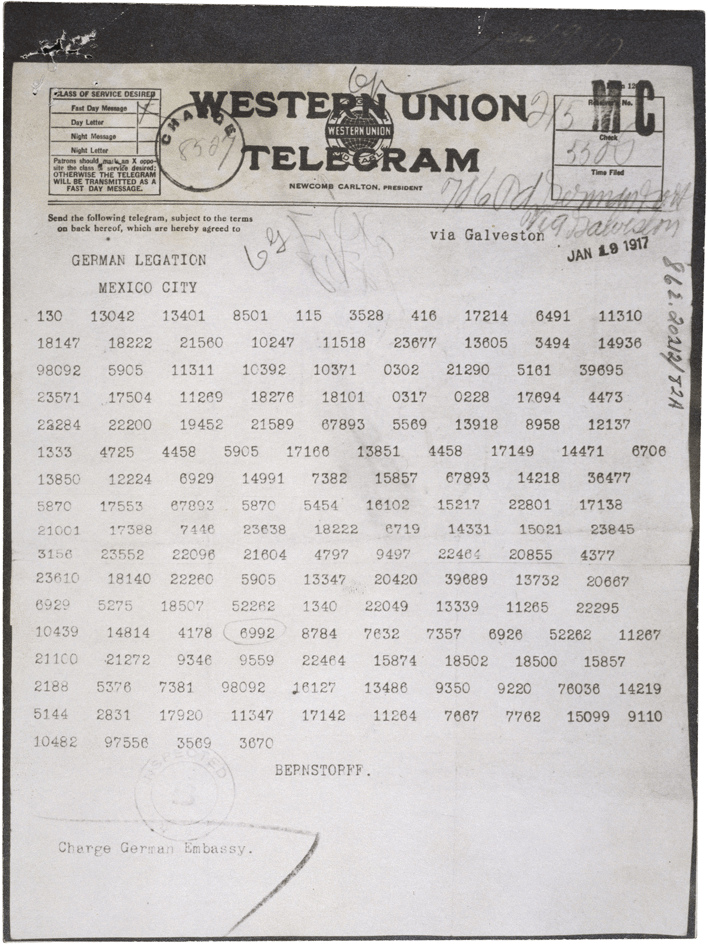
ツィンメルマン電報：コードを使った外交公電。1917年1月16日にドイツ帝国の外務大臣アルトゥール・ツィンメルマンからメキシコ駐在のドイツ大使ハインリッヒ・フォン・エッカルトに送られた。

外交公電（がいこうこうでん、英: diplomatic cable、英: diplomatic telegram（DipTel）、英: embassy cable）は、大使館あるいは領事館のような在外公館と本国の外務大臣との間でやり取りされるテキストベースの機密メッセージ。公文書の一種である。その他の公文書は外交バッグに入った物理的な文書として送られる場合がある。
「cable」という用語は、他の形式や経路が発達しているにもかかわらず、上述のようなコミュニケーションの伝達手段が国際的な海底ケーブルを往来する電信であった時代に由来する。また「cablegram」という用語が使われたこともあった。主題の重要かつ繊細な性質により、外交公電は、一般人による自由なアクセスや外国政府による無断傍受を防止するために、最も精巧な安全対策により保護される。一般に、デジタル形式で、しばしばクーリエが配布された鍵材料を使って解読不能なワンタイムパッドの暗号により暗号化される。